# Eleanor Dark

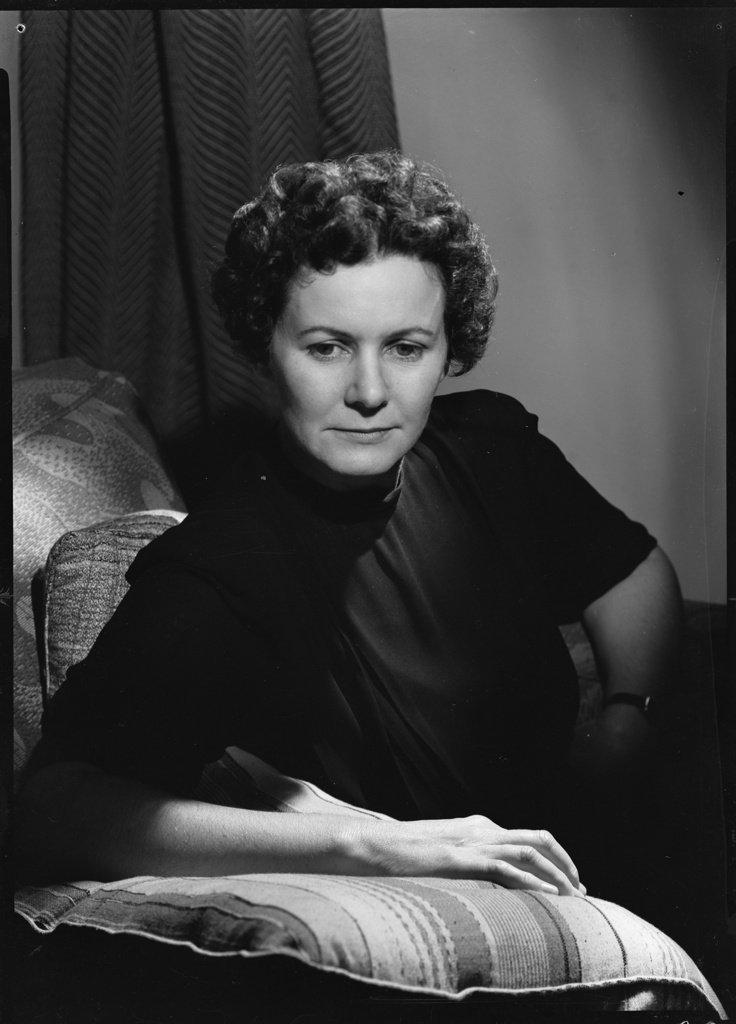
Eleanor Dark, ok. 1945

Eleanor Dark, właściwie Eleanor O'Reilly (ur. 26 sierpnia 1901 w Sydney, zm. 11 września 1985 w Katoomba) – australijska pisarka, autorka powieści Prelude to Christopher (1934) i Return to Coolami, za które otrzymała wyróżnienie Australian Literature Society Gold Medal.